# هاري كروسبي (ممثل)
هاري كروسبي (بالإنجليزية: Harry Crosby)‏ هو مصرفي الاستثمار ‏ ومغني وممثل أمريكي، ولد في 8 أغسطس 1958 في هوليوود في الولايات المتحدة.

## أعمال

### أفلام
- (1980) يوم الجمعة الثالث عشر[5][6][7]

## وصلات خارجية
- هاري كروسبي على موقع IMDb (الإنجليزية)
- هاري كروسبي على موقع ميوزك برينز (الإنجليزية)
- هاري كروسبي على موقع قاعدة بيانات برودواي على الإنترنت (الإنجليزية)
- هاري كروسبي على موقع ديسكوغز (الإنجليزية)
- هاري كروسبي على موقع قاعدة بيانات الفيلم (الإنجليزية)